# Bielorussia al Junior Eurovision Song Contest
La Bielorussia ha partecipato al Junior Eurovision Song Contest sin dal suo debutto nel 2003 fino al 2020. La rete che cura le varie partecipazioni è il BTRC.
È uno dei Paesi di maggior successo, avendo ottenuto due vittorie, un secondo posto e due terzi posti.
Dopo una sospensione provvisoria, il 1º luglio 2021 l'emittente bielorussa Belaruskaja Tele-Radio Campanija (BTRC) è stata ufficialmente espulsa dall'Unione europea di radiodiffusione (UER), perdendo sia i diritti di partecipazione che quelli di trasmissione dell'evento.

## Partecipazioni
- Primo posto
- Secondo posto
- Terzo posto
- Ultimo posto

| Anno                                    | Artista              | Canzone                                   | Lingua            | Posizione | Posizione |
| Anno                                    | Artista              | Canzone                                   | Lingua            | Finale    | Punti     |
| --------------------------------------- | -------------------- | ----------------------------------------- | ----------------- | --------- | --------- |
| 2003                                    | Vol'ha Sancjuk       | Tancuj                                    | Bielorusso        | 4º        | 103       |
| 2004                                    | Jagor Volčak         | Spjavajce sa mnoju                        | Bielorusso        | 14º       | 9         |
| 2005                                    | Ksenija Sitnik       | My vmeste                                 | Russo             | 1º        | 149       |
| 2006                                    | Andrėj Kunec         | Novyj den'                                | Russo             | 2º        | 129       |
| 2007                                    | Aljaksej Žyhalkovič  | S druz'jami                               | Russo             | 1º        | 137       |
| 2008                                    | Daša, Alina & Karina | Serdce Belarusi                           | Bielorusso, russo | 6º        | 86        |
| 2009                                    | Jur'ij Dzemidovič    | Volšebnyj krolik                          | Russo             | 9º        | 48        |
| 2010                                    | Daniil Kazloŭ        | Muzyki svet                               | Russo             | 5º        | 85        |
| 2011                                    | Lidzija Zablockaja   | Angely dobra                              | Russo             | 3º        | 99        |
| 2012                                    | Jagor Žėško          | A more-more                               | Russo             | 9º        | 56        |
| 2013                                    | Illja Volkaŭ         | Poj so mnoj                               | Russo             | 3º        | 108       |
| 2014                                    | Nadzeja Misjakova    | Sokal (Falcon)                            | Bielorusso        | 7º        | 71        |
| 2015                                    | Ruslan Aslanaŭ       | Volšebstvo (Magic)                        | Russo, inglese    | 4º        | 105       |
| 2016                                    | Aljaksandr Minënak   | Muzyka moich pobed (Music Is My Only Way) | Russo, inglese    | 7º        | 177       |
| 2017                                    | Helena Meraai        | I Am the One                              | Russo             | 5º        | 149       |
| 2018                                    | Daniėl' Jamstremskij | Time                                      | Russo, inglese    | 11º       | 114       |
| 2019                                    | Liza Misnikava       | Pepel'nyy (Ashen)                         | Russo, inglese    | 11º       | 92        |
| 2020                                    | Arina Pechtereva     | Aliens                                    | Russo             | 5º        | 130       |
| Nessuna partecipazione dal 2021 al 2025 |                      |                                           |                   |           |           |

## Storia delle votazioni
Al 2020, le votazioni della Bielorussia sono state le seguenti: 
Punti dati
| Posizione | Stato   | Punti |
| --------- | ------- | ----- |
| 1         | Russia  | 151   |
| 2         | Armenia | 105   |
| 3         | Ucraina | 96    |
| 4         | Georgia | 84    |
| 5         | Malta   | 81    |

Punti ricevuti
| Posizione | Stato       | Punti |
| --------- | ----------- | ----- |
| 1         | Russia      | 144   |
| 2         | Malta       | 109   |
| 3         | Ucraina     | 95    |
| 4         | Armenia     | 93    |
| 5         | Paesi Bassi | 77    |

## Organizzazione dell'evento
| Anno | Città | Luogo       | Conduttori                                          |
| ---- | ----- | ----------- | --------------------------------------------------- |
| 2010 | Minsk | Minsk-Arena | Dzjanis Kur'jan e Lejla Ismailava                   |
| 2018 | Minsk | Minsk-Arena | Jaŭgen Perlin, Zinaida Kuprijanovič e Helena Meraai |